# Sík Ferencné Varga Erzsébet
Sík Ferencné Varga Erzsébet (Ózd, 1929. szeptember 11. – Budapest, 2011. március 31.) Liszt Ferenc-díjas (1971) magyar táncművész, a Magyar Állami Népi Együttes alapítója és szólótáncosa.

## Életpálya
Sík Ferencné Varga Erzsébet, az Állami Népi Együttes (ÁNE) alapító tagja volt. Az ózdi születésű táncművész 1950–1978 között az együttes alakulásától nyugdíjazásáig volt az ÁNE tánckari tagja, szólistája. Legnagyobb sikereit Rábai Miklós koreográfiáiban aratta.
Az Üveges tánc, Cigánytánc, A kisbojtár, Barcsai szeretője, a Sirató című művekben különösen maradandó élményt szerzett táncos- és énekesi tehetségével, személyes kisugárzásával. Számos tévéfelvétel, lemez őrzi nagyszerű előadóművészetét. Ő volt az első, aki a hivatásos néptáncművészek közül a Liszt Ferenc-díj kitüntetettje lett (1971), továbbá megkapta a Magyar Zene- és Táncművészet Kiemelkedő Előadóművésze címet és 2006-tól az ÁNE örökös tagjai sorába választották.

## Díjai
- Liszt Ferenc-díj (1971)